# Sergei Parshivlyuk
Bản mẫu:Eastern Slavic name
Sergei Viktorovich Parshivlyuk (tiếng Nga: Серге́й Викторович Паршивлюк, Sergěj Viktorovič Paršivľuk; sinh ngày 18 tháng 3 năm 1989) là một cầu thủ bóng đá người Nga thi đấu ở vị trí hậu vệ phải cho F.K. Rostov.

## Sự nghiệp

### Câu lạc bộ
Parshivlyuk học tại trường bóng đá "Spartak Moskva". Thời trẻ, anh thi đấu ở vị trí tiền đạo, sau đó là tiền vệ phải, và cuối cùng là hậu vệ phải.
Anh ra mắt lần đầu ở đội chính vào ngày 27 tháng 7 năm 2007 khi vào sân từ ghế dự bị thay cho Martin Jiránek trong trận đấu tại giải vô địch trước Zenit St. Petersburg. Màn ra mắt ở cấp độ châu Âu diễn ra vào ngày 4 tháng 10 năm 2007 trong trận đấu tại Cúp UEFA giữa BK Häcken và Spartak. Ở mùa giải 2011–12, Parshivlyuk là đội trưởng của Spartak.
Vào ngày 31 tháng 8 năm 2016, Parshivlyuk ký bản hợp đồng 3 năm cùng với Anzhi Makhachkala.
Vào ngày 9 tháng 6 năm 2017, anh chuyển đến F.K. Rostov, ký bản hợp đồng 2 năm.

## Thống kê sự nghiệp

### Câu lạc bộ
Tính đến 13 tháng 5 năm 2018
| Câu lạc bộ             | Mùa giải            | Giải vô địch                | Giải vô địch | Giải vô địch | Cúp     | Cúp       | Châu lục | Châu lục  | Tổng cộng | Tổng cộng |
| Câu lạc bộ             | Mùa giải            | Hạng đấu                    | Số trận      | Bàn thắng    | Số trận | Bàn thắng | Số trận  | Bàn thắng | Số trận   | Bàn thắng |
| ---------------------- | ------------------- | --------------------------- | ------------ | ------------ | ------- | --------- | -------- | --------- | --------- | --------- |
| F.K. Spartak Moskva    | 2006                | Giải bóng đá ngoại hạng Nga | 0            | 0            | 0       | 0         | 0        | 0         | 0         | 0         |
| F.K. Spartak Moskva    | 2007                | Giải bóng đá ngoại hạng Nga | 2            | 0            | 0       | 0         | 2        | 0         | 4         | 0         |
| F.K. Spartak Moskva    | 2008                | Giải bóng đá ngoại hạng Nga | 18           | 0            | 2       | 0         | 9        | 0         | 29        | 0         |
| F.K. Spartak Moskva    | 2009                | Giải bóng đá ngoại hạng Nga | 21           | 1            | 1       | 0         | –        | –         | 22        | 1         |
| F.K. Spartak Moskva    | 2010                | Giải bóng đá ngoại hạng Nga | 21           | 0            | 1       | 0         | 3        | 0         | 25        | 0         |
| F.K. Spartak Moskva    | 2011–12             | Giải bóng đá ngoại hạng Nga | 19           | 0            | 1       | 0         | 1        | 0         | 21        | 0         |
| F.K. Spartak Moskva    | 2012–13             | Giải bóng đá ngoại hạng Nga | 0            | 0            | 0       | 0         | 0        | 0         | 0         | 0         |
| F.K. Spartak Moskva    | 2013–14             | Giải bóng đá ngoại hạng Nga | 25           | 2            | 1       | 0         | 1        | 0         | 27        | 2         |
| F.K. Spartak Moskva    | 2014–15             | Giải bóng đá ngoại hạng Nga | 26           | 0            | 2       | 0         | –        | –         | 28        | 0         |
| F.K. Spartak Moskva    | 2015–16             | Giải bóng đá ngoại hạng Nga | 16           | 0            | 1       | 0         | –        | –         | 17        | 0         |
| F.K. Spartak Moskva    | 2016–17             | Giải bóng đá ngoại hạng Nga | 0            | 0            | 0       | 0         | 0        | 0         | 0         | 0         |
| F.K. Spartak Moskva    | Tổng cộng           | Tổng cộng                   | 148          | 3            | 9       | 0         | 16       | 0         | 173       | 3         |
| F.K. Spartak-2 Moskva  | 2016–17             | FNL                         | 7            | 0            | –       | –         | –        | –         | 7         | 0         |
| F.K. Anzhi Makhachkala | 2016–17             | Giải bóng đá ngoại hạng Nga | 19           | 0            | 1       | 0         | –        | –         | 20        | 0         |
| F.K. Rostov            | 2017–18             | Giải bóng đá ngoại hạng Nga | 29           | 1            | 2       | 1         | –        | –         | 31        | 2         |
| Tổng cộng sự nghiệp    | Tổng cộng sự nghiệp | Tổng cộng sự nghiệp         | 203          | 4            | 12      | 1         | 16       | 0         | 231       | 5         |

## Sự nghiệp quốc tế
Parshivlyuk là một phần của U-21 Nga thi đấu ở Vòng loại giải vô địch bóng đá U-21 châu Âu 2011.
Anh được triệu tập vào Đội tuyển bóng đá quốc gia Nga thi đấu vòng loại Euro 2012 qualifiers vào tháng 10 năm 2010 trước Macedonia và Ireland, nhưng không ra sân. Cuối cùng anh có màn ra mắt vào ngày 3 tháng 9 năm 2014 trong trận giao hữu với Azerbaijan.